# 士林夜市
25°5′6.8″N 121°31′29.0″E / 25.085222°N 121.524722°E
士林夜市，位於臺灣臺北市士林區。範圍以市定古蹟士林公有市場為中心，東至文林路、西至基河路、北至小北街與小西街的三角地帶，是台北市內最大、亦是全台打卡次數最高的夜市地標。曾多次獲選為台灣代表夜市、觀光客來台必去景點首選，揚名國際。2018年，在OpView「台灣十大熱門夜市」調查中，網路聲量第一，成為台灣討論度最高之夜市。
士林夜市原本是以小吃與攤商而興起，迄今仍以此為主；然而由於士林夜市的規模與商機極大，周邊地主紛紛開設店面趕上商機。在攤販並未完全合法的城市裡，士林夜市與其他大型固定夜市共同維繫著這一特殊的文化現象，也成為台北市民夜生活經常去的地方。

## 歷史
早期商人在士林完成農產品買賣交易後，在附近的三腳渡裝貨，沿基隆河經過番仔溝轉往淡水河，將貨物運送到大稻埕、艋舺等地。
- 1909年，設立「士林市場」。過去的交易主要集中於士林慈諴宮前廣場，然而市場攤販逐漸侵占宮廟用地，於是慈諴宮築起圍牆保留僅存的狹窄廟地，圍牆只能任由攤販使用。
- 1913年，興建士林市場。
- 1915年，士林市場啟用。
- 1998年，士林市場被列為市定古蹟。
- 1999年，士林市場進行規劃改建。
- 2002年10月14日，由於通風、衛生、環境、公共安全等問題，原士林市場攤販移至「士林臨時市場」，位於文林路與基河路口、台北捷運劍潭站對面。臺北市政府斥資十億元將原士林市場拆除改建，僅保留日治時代的磚造市場建築。8月，位於基河路的舊士林市場改建成地上2層、地下3層建築物，士林市場飲食類攤位遷回原址地下一樓。
- 2011年12月，士林市場改建完成，攤商開始遷移進入，士林臨時市場熄燈。
- 2011年12月24日下午，士林市場地下一樓（B1）美食街試營運，佔地三百多坪，共規劃53個店家。
- 2012年2月18日士林市場B1美食街正式營運。
- 2012年，台北捷運劍潭站前方的士林臨時市場執行交地、拆除動作（而臨時市場地段現為臺北表演藝術中心）。2月，士林市場假日人潮太多，臺北市政府消防局士林分隊在每週五、六、日晚上派遣消防車戒備。4月，士林市場晚上啟動人數控管，上限1400人，超出時只出不進。
- 2023年10月2日，台北市市場處斥資1.12億，將士林市場B1美食街封閉整修空調設備及共食區，並重新規劃動線。
- 2025年4月17日，士林市場B1美食街重新對外營業，整修後場內規劃35家商家，4月25日舉辦開幕活動。

## 範圍
- 過去範圍：士林夜市過去主要以慈諴宮對面的夜市，以及文林路商圈為中心，後來兩地因規模擴大而合而為一，變成包含文林路、大東路、大南路及安平街等數街區的大型夜市。
- 現在範圍：攤販範圍在基河路以東、文林路以西、小北街至小西街和大南路以南，南邊到基河路和文林路交叉口.東北到小北街與文林路交叉路口、西北到大南路與基河路交叉路口，此三角地帶內的巷子攤販，是台北市內最大、最為人所知的夜市之一。

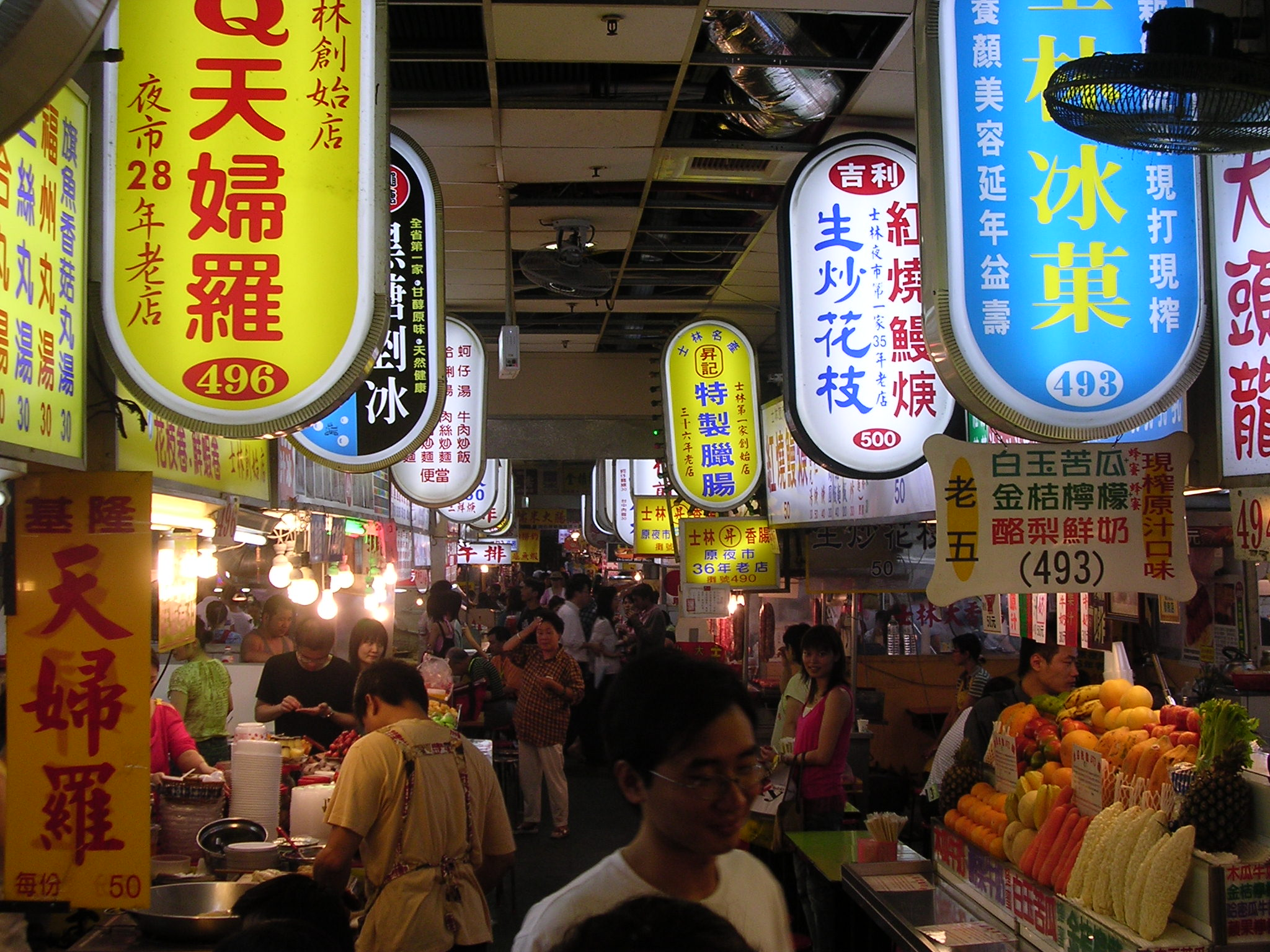
士林夜市
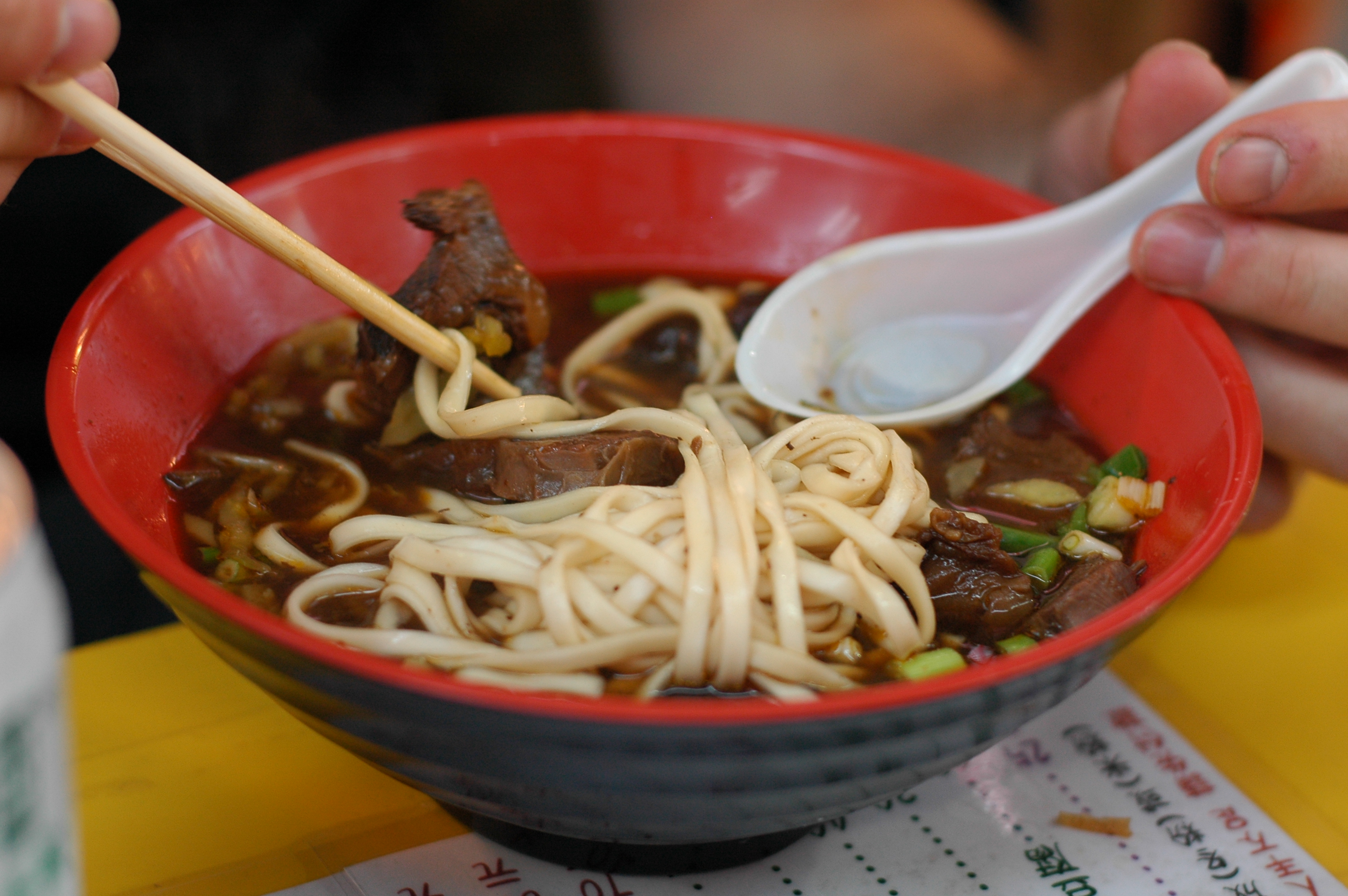
士林夜市台灣牛肉麵
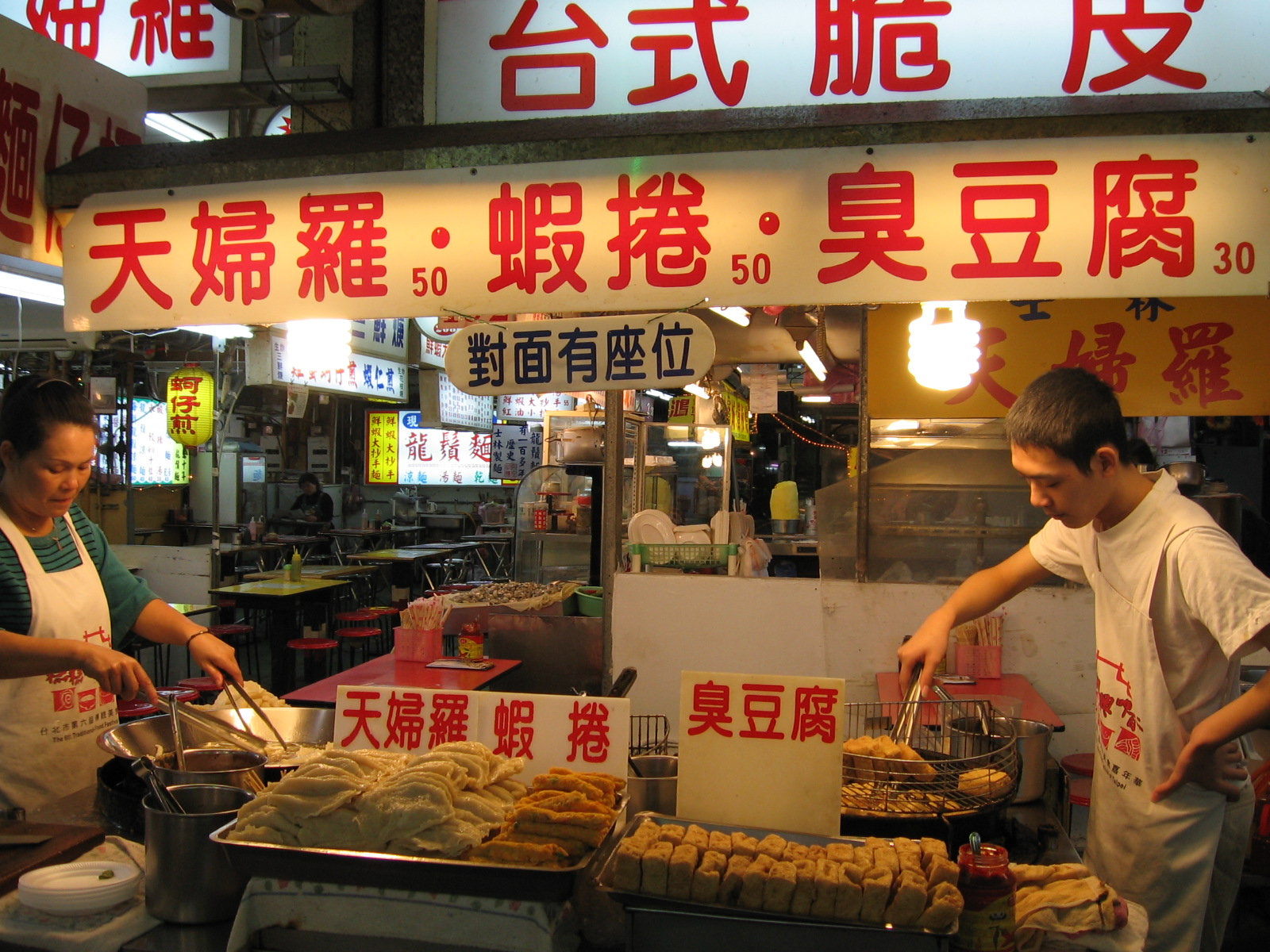
蝦捲與臭豆腐
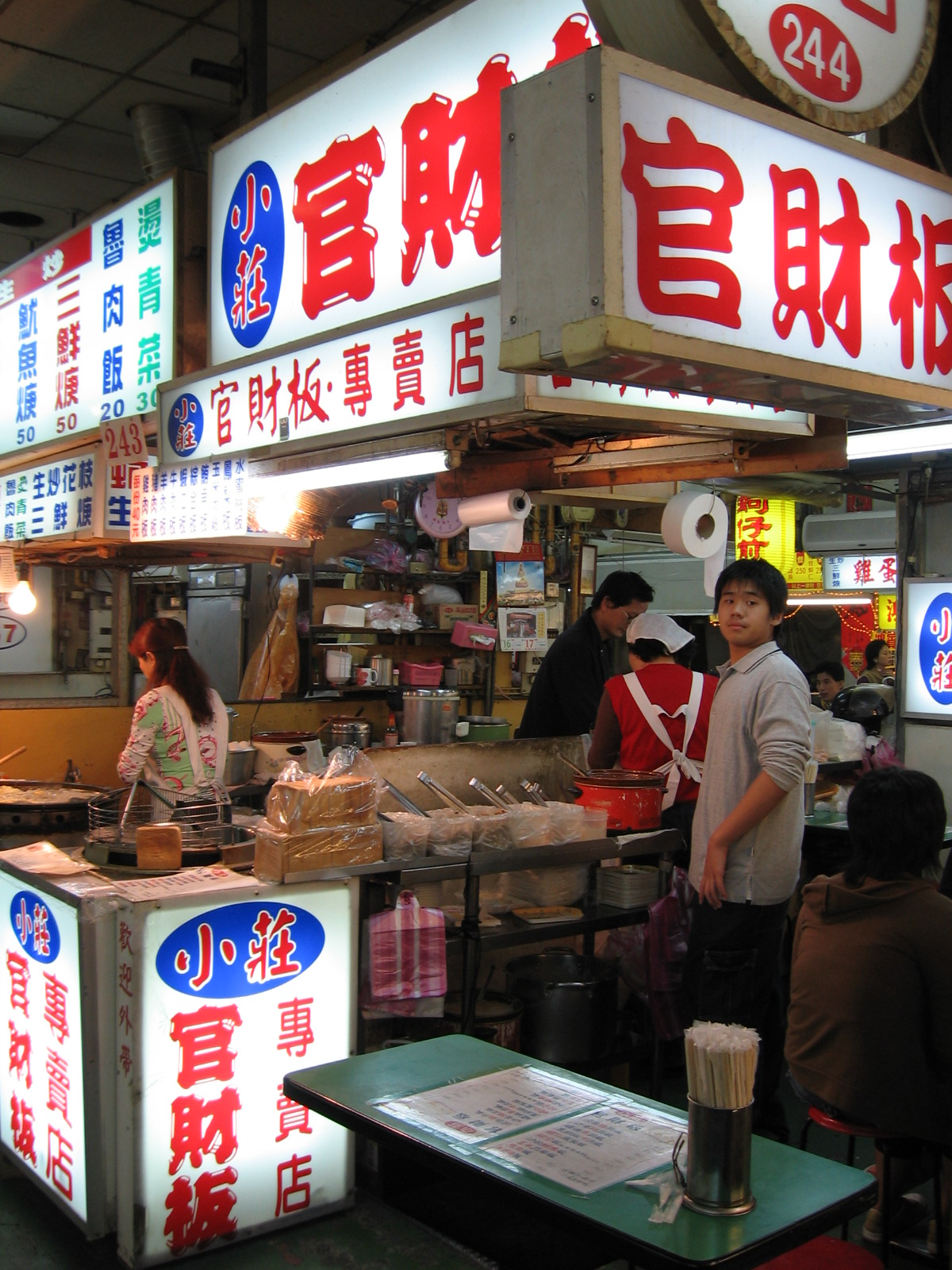
特色小吃棺材板
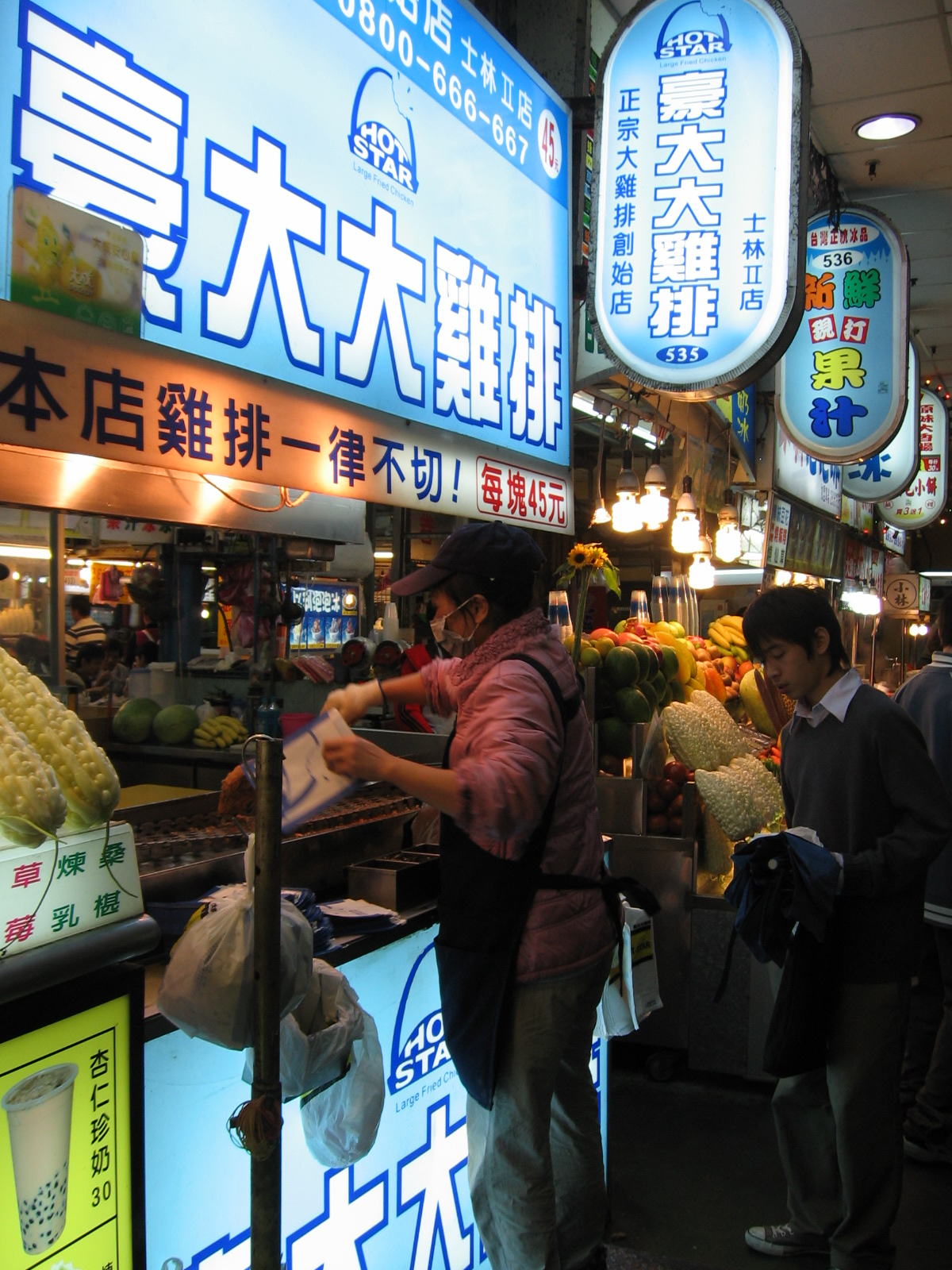
特色小吃大雞排
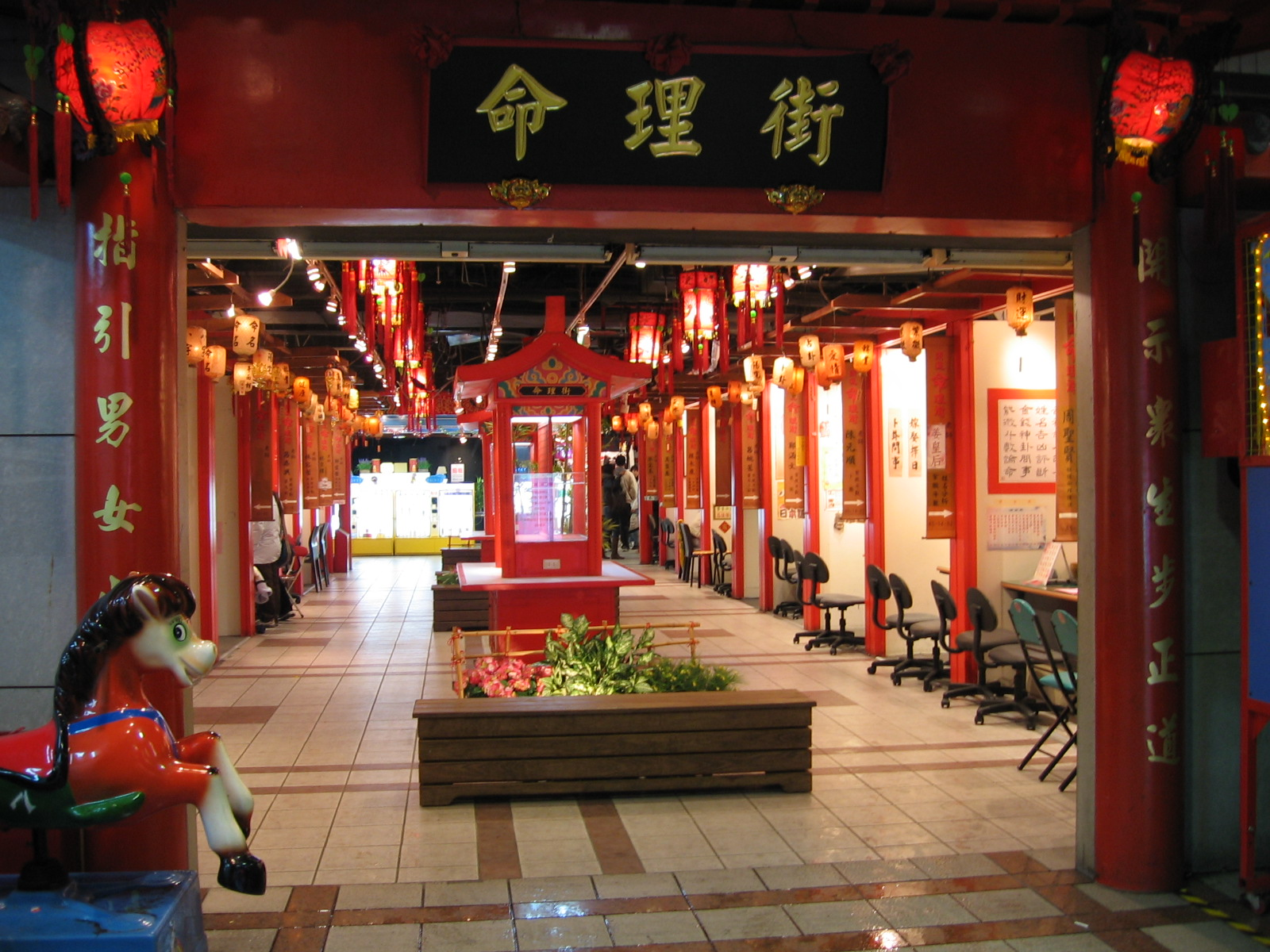
命理街
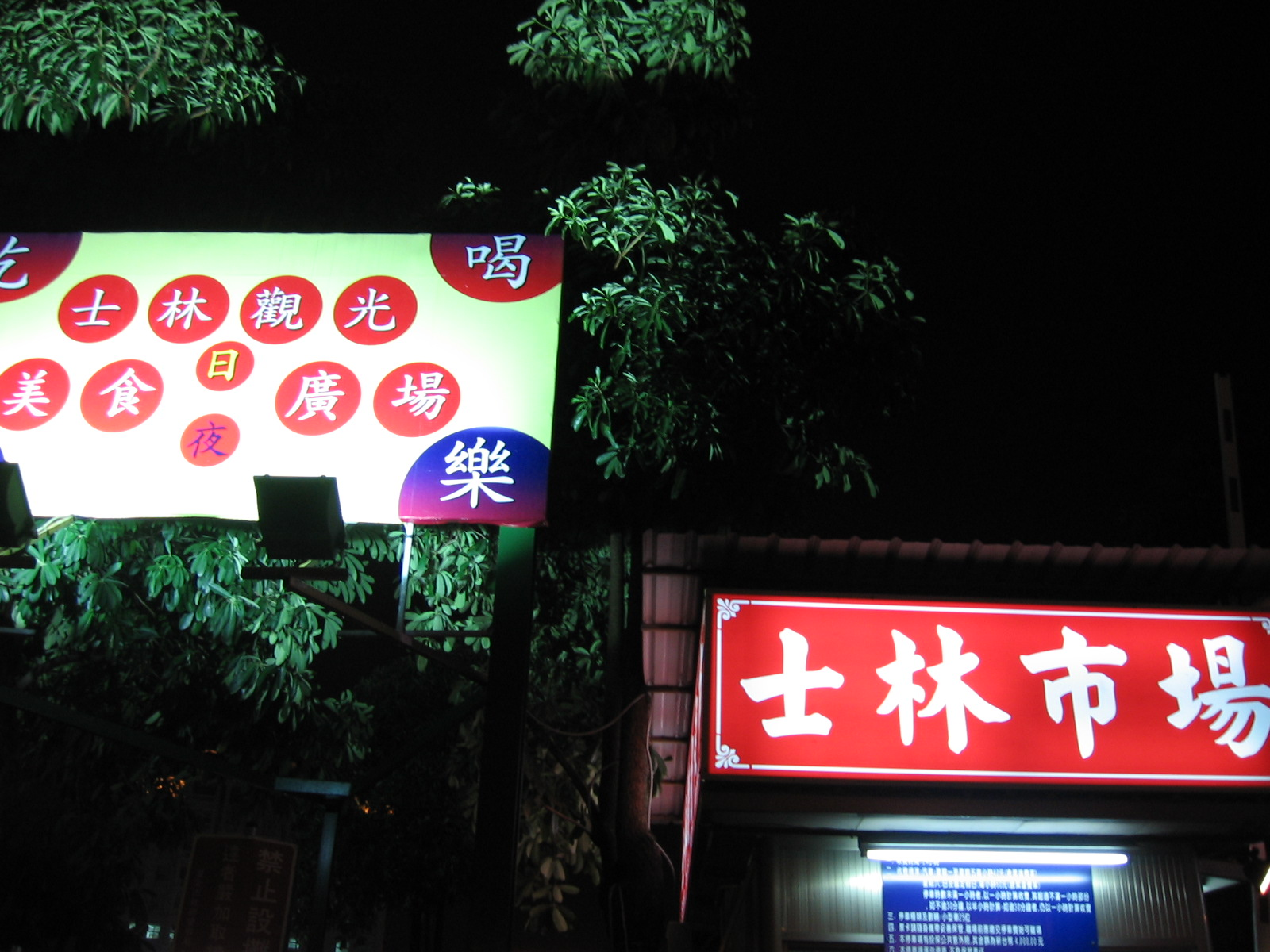
舊士林市場

## 著名小吃
- 寒天Q棒
- 熊貓涼麵
- 新竹維縈炭烤炸雞排
- 鍾家上海生煎包
- 士林辣豆干(原星巴克前攤，已歇業)
- 蔥油餅
- 燒餅
- 好朋友涼麵涼麵
- 士林大香腸
- 大餅包小餅
- 蚵仔煎
- 花枝羹
- 天婦羅
- 藥燉排骨
- 東山鴨頭
- 廟口麵線
- 小火鍋
- 牛排
- 起士馬鈴薯
- 甩餅
- 馬鈴薯片
- 炸鮮奶
- 火烤骰子牛
- 木瓜牛奶
- 雞蛋餅
- 青蛙下蛋
- 鐵板燒

## 士林市場
配置
- 1樓：兩棟市場，總共226攤位，早上販售蔬果、雞蛋、豆腐、雞鴨魚肉等生鮮食材，下午、晚間為百貨服飾攤商
- B1樓：（晚市）飲食販賣區，35家商家
- B2、B3：汽機車停放區共49位

設施
- 3座手扶梯、3座電梯及5座樓梯，總共11處出入口連接地上1樓及B1F飲食區
- 市場B1F飲食區設置中央空調系統及靜電除油機

停車場
- 百齡高中地下停車場：汽車232位
- 承德公園地下停車場：汽車177位，機車60位
- 前港公園地下停車場：汽車530位
- 捷運劍潭站轉乘停車場：汽車139位，機車150位
- 中山北路5段捷運劍潭站橋下：機車153位

## 外部連結
- （繁體中文）（英文）士林夜市商圈 Shilin Night Market官方粉絲的Facebook專頁
- （繁體中文）（英文）士林夜市商圈官方的Instagram帳戶
- （繁體中文）（英文）Shilin Night Market 官方的X（前Twitter）
- （繁體中文）士林觀光夜市  臺北旅遊網 （页面存档备份，存于）
- （繁體中文）士林夜市  交通部觀光局 （页面存档备份，存于）
- 士林公有市場 台灣大百科全書 （页面存档备份，存于）
- 文化部 iCulture-文化空間 士林公有市場 （页面存档备份，存于）
- 士林公有市場 文化部文化資產局 （页面存档备份，存于）